# George Clark (historien)
George Norman Clark, (27 février 1890 - 6 février 1979) est un historien britannique, universitaire et officier de l'armée britannique. Il a été professeur Chichele d'histoire économique à l'Université d'Oxford de 1931 à 1943 et professeur Regius d'histoire moderne à l'Université de Cambridge de 1943 à 1947. Il est prévôt de l'Oriel College d'Oxford de 1947 à 1957.

## Jeunesse et éducation
Clark est né le 27 février 1890 à Halifax, dans le Yorkshire, de James Walker Clark et de son épouse Mary Clark (née Midgley). Il fait ses études à la Bootham School, un pensionnat privé à York, et à la Manchester Grammar School, à Manchester.
En 1908, il s'inscrit au Balliol College d'Oxford pour étudier les lettres classiques en tant que boursier Brackenbury. En 1911, il obtient une première classe de Literae Humaniores. Il se tourne ensuite vers l'histoire moderne et obtient en 1912 un baccalauréat ès arts (BA) avec mention très bien. En 1912, il est élu boursier du All Souls College d'Oxford et passe du temps à l'étranger pour apprendre des langues étrangères.

## Carrière

### Service militaire
Clark a été membre du Corps de formation des officiers rattaché à l'Université d'Oxford pendant ses études. Le 26 août 1914, il est nommé sous-lieutenant dans les Post Office Rifles de l'armée britannique. Le 27 mai 1915, il est promu lieutenant. Au début de la Première Guerre mondiale, il est blessé à deux reprises.
En mai 1916, alors qu'il combat dans la bataille de la crête de Vimy, il est fait prisonnier par les Allemands . Au moment de sa capture, il a le grade de capitaine. Il est détenu à Gütersloh et à Krefeld et passe son temps à apprendre des langues. Il participe également à l'écriture de pièces de théâtre pour ses codétenus, dont l'une est jouée après la guerre au Haymarket Theatre de Londres. Il est libéré à la fin des hostilités et retourne en Grande-Bretagne.

### Carrière universitaire
Après avoir été élu Fellow du All Souls College d'Oxford en 1912, la carrière universitaire de Clark commence véritablement en 1919 lorsqu'il est élu membre et maître de conférences de l'Oriel College d'Oxford. En 1930, il édite et préface l'ouvrage Europe from 800 to 1789, publication finale et posthume de l'historien Henry William Carless Davis.
Il devient le premier professeur Chichele d'histoire économique à l'Université d'Oxford en 1931 (avec la bourse qui l'accompagne à All Souls), poste qu'il occupe jusqu'en 1943. À partir de cette date et jusqu'en 1947, il est professeur Regius d'histoire moderne à l'Université de Cambridge et membre du Trinity College de Cambridge. Entre 1947 et 1957, il est prévôt de l'Oriel College d'Oxford.
Clark a écrit une introduction générale à la deuxième édition de la Cambridge Modern History (1957), critiquant la croyance de certains historiens (en particulier Lord Acton qui a édité la première édition plus d'un demi-siècle plus tôt) selon laquelle il serait éventuellement possible d'écrire une « histoire ultime », mais ils devraient plutôt s'attendre à ce que leurs œuvres soient construites et remplacées par des historiens ultérieurs.
Entre les années 1930 et 1960, Clark est l'éditeur supervisant la série Oxford History of England et écrit le volume X : The Later Stuarts, 1660–1714 (1934), qui est le premier de la série à être publié. Son ouvrage The Seventeenth Century paraît en 1929 et il écrit de nombreuses autres monographies. Il est deux fois rédacteur en chef de l'English Historical Review.
Clark donne les conférences Wiles à l'Université Queen's de Belfast en octobre 1956. Ils sont publiés sous le titre War and Society in the Seventeenth Century (Cambridge UP, 1958).
Il est fait chevalier dans la liste des honneurs du couronnement de 1953. Clark est élu membre de la British Academy (FBA) en 1936. Il est membre étranger de l'Académie américaine des arts et des sciences. En 1953, il est élu membre honoraire du Trinity College de Dublin.